# NGC 4556
NGC 4556 est une vaste galaxie elliptique située dans la constellation de la Chevelure de Bérénice. Sa vitesse par rapport au fond diffus cosmologique est de 7 710 ± 20 km/s, ce qui correspond à une distance de Hubble de 113,7 ± 8,0 Mpc (∼371 millions d'al). NGC 4556 a été découverte par l'astronome germano-britannique William Herschel en 1785.
À ce jour, deux mesures non basées sur le décalage vers le rouge (redshift) donnent une distance de 106,000 ± 5,657 Mpc (∼346 millions d'al), ce qui est à l'intérieur des valeurs de la distance de Hubble. Notons cependant que c'est avec la valeur moyenne des mesures indépendantes, lorsqu'elles existent, que la base de données NASA/IPAC calcule le diamètre d'une galaxie et qu'en conséquence le diamètre de NGC 4556 pourrait être d'environ 55,1 kpc (∼180 000 al) si on utilisait la distance de Hubble pour le calculer.

## Identification de NGC 4556

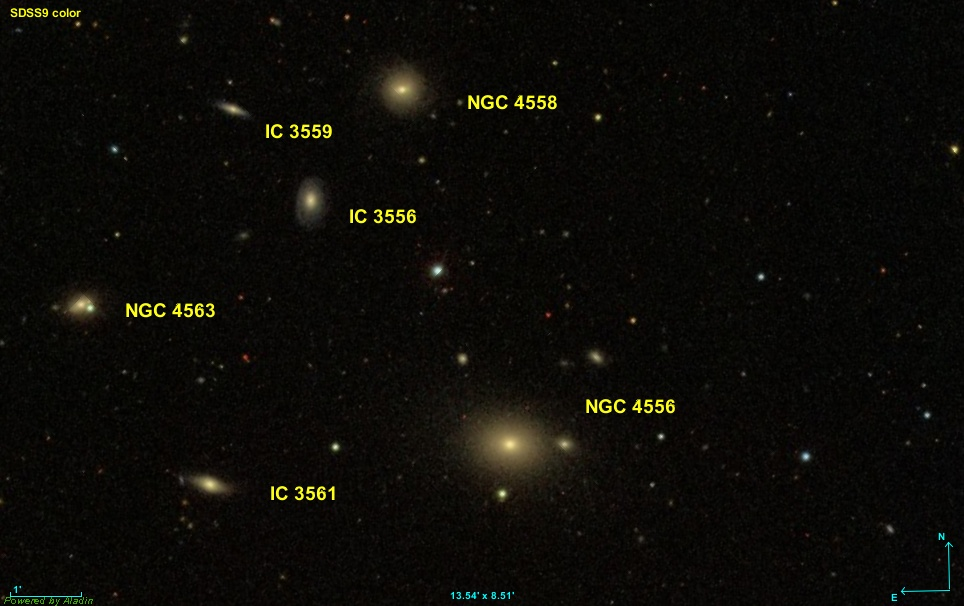
Les galaxies à proximité de NGC 4556.

Il y a plusieurs galaxies dans les environs de NGC 4556, assez pour avoir causé certaines erreurs d'identification impliquant les galaxies IC 3556, NGC 4536 et NGC 4556. On ne retrouve cependant pas d'erreur sur les sources consultés qui identifient toutes NGC 4556 à PGC 41980.

## Groupe de NGC 4555
Selon Abraham Mahtessian, NGC 4556 fait partie d'un trio de galaxies, le groupe de NGC 4555. Les deux autres galaxies du groupe sont NGC 4555 et IC 3582.